# Lakumurasjdudi
Lakumurasjdudi (georgiska: ლაკუმურაშდუდი) är ett berg i Georgien. Det ligger i den nordvästra delen av landet, 250 km nordväst om huvudstaden Tbilisi. Toppen är 3 264 meter över havet. Lakumurasjdudi ingår i Egrisibergen.